# 北區動源
北區動源（英語：North of the Rings），香港本土派地區組織，以北區為主要服務地區。北區動源由一些由一些北區居民因2014年末發生的雨傘革命而啟發，創立此組織抗衡一直被建制派佔多數的區議會議席。

## 事件

### 2015年區議會選舉
2015年9月20日，北區動源舉行區選誓師大會，以「守護北區」為口號，公開宣布將參選一個選區，茲列表如下：

| 參選選區 | 候選人 | 得票   | 結果 |
| 北區     |        |        |      |
| 祥華     | 黃嘉浩 | 1710票 | 落敗 |

### 2019年區議會選舉
北區動源派出來自河上鄉的女原居民侯曉彤出戰上水鄉郊選區。另外，北區動源亦支持曾任職職工盟勞工幹事的聯和匯聚成員周錦豪參選聯和墟；惟截止選舉提名期最後一日為止，已報名參選的周仍未獲有關當局確認參選資格，故此北區動源決定推派江美婷，以「Plan B」的名義報名參選。
| 參選選區 | 候選人 | 得票    | 結果 |
| 北區     |        |         |      |
| 聯和墟   | 江美婷 | 42票    | 落敗 |
| 上水鄉郊 | 侯曉彤 | 2,589票 | 落敗 |

## 選舉

### 區議會選舉
| 選舉 | 民選得票 | 民選得票比例 | 民選議席 | 當然議席 | 總議席  | +/- |
| 2015 | 1,710    | 0.87%        | 0        | 0        | 0 / 458 | 0   |

## 外部連結
- 北區動源官方網頁（页面存档备份，存于）
- 北區動源 Facebook專頁
- YouTube上的北區動源